# ОК Раднички Крагујевац
ОК Раднички Крагујевац је српски одбојкашки клуб из Крагујевца. Као домаћи терен користи Спортску халу Језеро, а тренутно се такмичи у Суперлиги Србије. Оснивач је Спортског привредног друштва Раднички.

## Историја клуба
ОК Раднички је основан 1945. године. Кроз своју историју клуб је наступао у свим лигама старе Југославије. Први велики успех клуб је постигао осамдесетих година 20. века, када је заузео друго место у другој савезној лиги СФРЈ. Тренер екипе тада је био Никола Матијашевић.
Након распада Југославије клуб је постизао слабије резултате да би се 2000. године пласирао у прву Б савезну лигу у којој је играо 3 сезоне. Сезоне 2003/04. клуб се пласирао у Прву А лигу, у којој се и дан данас такмичи. Године 1996. на место председника клуба долази др Мирослав Стојановић Џига. Његов долазак у клуб је означио почетак великих успеха и новог златног доба клуба. Већ прве сезоне клуб је заузео пето место.
У сезони 2006/07. клуб је заузео друго место у првенству и на тај начин је стекао право учешћа у ЦЕВ купу. Исте сезоне се клуб први пут у историји пласирао у завршницу Купа Србије.
Клуб је наставио да бележи сјајне резултате и у сезони 2007/08, када је стигао до четвртфинала ЦЕВ купа, али у државном првенству и даље није успевао да освоји титулу. Исте сезоне клуб је освојио свој први велики трофеј — онај намењен победнику купа Купа Србије.
Коначно, у сезони 2008/09. клуб у финалу плеј-офа у Хали Језеро, пред око 4.200 гледалаца, Раднички је победио Војводину у мајсторици резултатом 3 : 1 у сетовима и 3 : 2 у победама.
Титула првака Србије је одбрањена и следеће сезоне. У регуларном делу Раднички је завршио на првом месту, а у полуфиналу били су бољи од Војводине са 2 : 1 у победама. У финалу победили су Црвену звезду са 3 : 1 у победама.
На следећи трофеј чекало се 17 година. У финалу Купа Србије у сезони 2024/25, које је одиграно у Крагујевцу, Раднички је победио Партизан са 3 : 0 и освојио други трофеј у овом такмичењу. Сезона је крунисана освајањем Суперлиге Србије. Након пет утакмица, Раднички је био бољи од Војводине и први пут у својој историји освојио дуплу круну.

## Успеси
| Такмичење                | Такмичење                | Број                     | Година                                       |                          |                          |
| Национално првенство — 3 | Национално првенство — 3 | Национално првенство — 3 | Национално првенство — 3                     | Национално првенство — 3 | Национално првенство — 3 |
| ------------------------ | ------------------------ | ------------------------ | -------------------------------------------- | ------------------------ | ------------------------ |
| Првенство Србије         | Првак                    | 3                        | 2008/09, 2009/10, 2024/25.                   |                          |                          |
| Првенство Србије         | Други                    | 1                        | 2007/08.                                     |                          |                          |
| Национални куп — 2       |                          |                          |                                              |                          |                          |
| Куп Србије               | Победник                 | 2                        | 2007/08, 2024/25.                            |                          |                          |
| Куп Србије               | Финалиста                | 5                        | 2008/09, 2009/10, 2012/13, 2018/19, 2020/21. |                          |                          |
| Национални суперкуп — 0  |                          |                          |                                              |                          |                          |
| Суперкуп Србије          | Победник                 | 0                        | /                                            |                          |                          |
| Суперкуп Србије          | Финалиста                | 1                        | 2013.                                        |                          |                          |

## Учинак у претходним сезонама
| Сез.     | Ранг | Лига Србије      | Позиција | Скор   | Бод. | Плеј-оф       | Куп Србије   | Суперкуп Србије |
| -------- | ---- | ---------------- | -------- | ------ | ---- | ------------- | ------------ | --------------- |
| 2019/20. | 1.   | Суперлига Србије | 6. место | 9 : 9  | 29   | Није се играо | Четвртфинале | —               |
| 2020/21. | 1.   | Суперлига Србије | 4. место | 11 : 7 | 31   | Полуфинале    | Финале       | —               |
| 2021/22. | 1.   | Суперлига Србије | 4. место | 12 : 6 | 34   | Четвртфинале  | Четвртфинале | —               |
| 2022/23. | 1.   | Суперлига Србије | 2. место | 16 : 6 | 49   | Полуфинале    | Полуфинале   | —               |
| 2023/24. | 1.   | Суперлига Србије | 2. место | 16 : 6 | 47   | Полуфинале    | Полуфинале   | —               |
| 2024/25. | 1.   | Суперлига Србије | 1. место | 17 : 5 | 51   | Првак         | Победник     | —               |

## Трофејни састави
- 2008 — Победник Купа Србије: Дино Радивојевић, Борислав Стаменић, Јасмин Хаџифејзовић, Мирко Ристовић, Владан Алексић, Милан Мијалковић, Хари Наковски, Милан Илић, Илија Ивовић, Владимир Чедић, Немања Стевановић, Никола Гјоргијев, Срђан Пантелић, Игор Јовановић, Немања Радовић / тренер: Слободан Галешев

- 2009 — Првак Србије: Огњен Дудуј, Немања Радовић, Игор Јовановић, Ненад Симеуновић, Алекса Брђовић, Бојан Перовић, Илија Ивовић, Хари Наковски, Милан Илић, Јанко Ивовић, Владимир Чедић, Немања Стевановић, Никола Гјоргијев, Срђан Пантелић, Иван Перовић / тренер: Слободан Ковач

- 2010 — Првак Србије - Зоран Јовановић, Душан Петковић, Игор Јовановић, Немања Радовић, Арсеније Протић, Иван Перовић, Илија Ивовић, Консатнтин Чупковић, Милан Илић, Јанко Ивовић, Владимир Чедић, Марко Максимовић, Немања Опачић, Срђан Пантелић, Немања Стевановић / тренер: Слободан Ковач

## Познатији играчи
| - Дејан Брђовић - Александар Гиговић - Слободан Ковач - Иван Костић |

## Познатији тренери
| - Алекса Брђовић - Слободан Ковач - Никола Матијашевић |

## Галерија
- Црвени ђаволи 1989